# Браильская епархия
Браильская епархия (Браиловская епархия, рум. Eparhia Brăila) — епархия Русской православной старообрядческой церкви в Румынии с центром в городе Браила, в Румынии.

## История
Обстоятельства возникновения епархии изложены в «Памятнике происходящих дел Белокриницкого монастыря», где говорится: «Так как высокое правительство наше, в уважение Российского императорского Двора, иже на все религии завистью дышущаго, отняло от нас митрополита Амвросия», то наместник его, епископ Кирил (Тимофеев), «созвал весь свой духовный собор, на котором 26-го сего августа месяца [1848], при многих от мирских обществ свидетелях, единодушным от всего собора гласом» избрали священноинока Белокриницкого монастыря Онуфрия (Иванова) наместником Белокриницкого престола, как достойного епископского сана, «в предосторожность, дабы не довести здешний староверческий народ в прежнее бедствование священством».
29 августа (ст. ст.) 1848 года «епископ Кирилл соборне и надлежащим чином произвел вышереченнаго священноинока Онуфрия Иванова во епископа, определив ему епархию в Мунтии Ибраилов с прочими единоверными тамошними обществами, однако находиться имеет здесь, при митрополии наместником».
С 1874 по 1926 годы епархия временно находилась в ведении Белокриницкого митрополита.
В 1942 году объединена с Васлуйской епархией.
Управляющие Браильской епархией исторически являются основными помощниками митрополитов Белокриницких, осуществляя функции управляющего делами. Ввиду нахождения резиденции Белокриницких митрополитов в кафедральном городе Браильской епархии — Браиле, юрисдикционные полномочия между двумя архиереями разделены особым соглашением.

## Епископы
Епископы Браиловские
1. Онуфрий (Парусов) (29 августа 1848 — 1865)
2. Афанасий (Макуров) (3 июня 1871 — 9 мая 1874)
3. Пафнутий (Федосеев) (21 ноября 1926 — 8 июня 1928)

Епископы Браило-Васлуйские
1. Софроний (Климоуцкий) (28 мая/10 июня 1942 — ?)
2. Дионисий Александру (? — ?)

Епископы Браильские
1. Иоасаф (Тимофей) (1960 — 15 декабря 1968)
2. Киприан (Савичи)

Епископы Браило-Тульчинские
1. Леонтий (Изот) (24 марта — 27 октября 1996 и с 1996 по 2006 в/уп)
2. Паисий (Халким) (12 ноября 2006 — 2 ноября 2014)

Епископы Браильские
1. Геннадий (Тимофеи) (2 ноября 2014 — 22 мая 2025)